# Minekatastrofeofre begraves
|  | Denne artikel er oprettet af botten Steenthbot ud fra en ekstern database. Den kan derfor have sproglige fejl eller mangler. Denne skabelon kan fjernes efter kontrol af indholdet. |

Minekatastrofeofre begraves er en dansk dokumentarisk optagelse fra 1939.

## Handling
I Stege begraves den 27. oktober 1939 28 ofre for ulykken, der fandt sted 21. oktober, hvor det tyske vagtskib "Este" blev sprængt i luften af en mine i farvandet nord for Møn. Borgerne i Stege har pyntet kisterne, som sættes på lastvogne, fire på hver. Stort sørgetog gennem Stege by. Den tyske gesandt, minister von Renthe-Fink og den danske kommandørkaptajn Pontoppidan er blandt deltagerne.